# Westbahnhof metróállomás
Westbahnhof egy metróállomás Bécsben az U3-as és az U6-os vonalon. Az első megálló még az 1898-ban megnyílt Stadtbahnt szolgálta, ezt később, 1949-ben megszüntették és egy betonlemezzel letakarták. Az új állomást 1951. december 22-én adták át, amit 1989 óta (a Stadtbahn helyett) az U6-os metró használ. 1993. szeptember 4. óta érinti az U3-as metró is, amelynek állomása háromalagutas középperonos kivitelezésben épült meg itt. Mindkét metróállomás liftekkel akadálymentesített. Az erre utazóknak egy érdekes kiállításban lehet részük a metróhoz menet. A bemutató az emberiség történetét és jelenlegi életét mutatja be. Címe: „Cirka 55 Schritte durch Europa“

## Szomszédos állomások
A metróállomáshoz az alábbi állomások vannak a legközelebb:
- Schweglerstraße
- Zieglergasse
- Gumpendorfer Straße
- Burggasse-Stadthalle

## Átszállási kapcsolatok
| U3 (Ottakring ↔ Simmering)      |                                          |                         |
| U6 (Floridsdorf ↔ Siebenhirten) |                                          |                         |
| Állomás                         | Átszállási kapcsolatok                   | Fontosabb létesítmények |
| Westbahnhof                     | S50 5, 6, 9, 18, 52, 60 N6, N8, N49, N54 |                         |